# Kizil'skoe
Kizil'skoe (in russo Кизильское?) è un villaggio della Russia che appartiene all'oblast' di Čeljabinsk; è il centro amministrativo del rajon Kizil'skij.
Si trova alla confluenza del Bol'šoj Kizil nell'Ural, 328 km a sud-ovest di Čeljabinsk.